# Thyrosticta holoxantha
Thyrosticta holoxantha là một loài bướm đêm thuộc phân họ Arctiinae, họ Erebidae.